# Vigor Shipyards

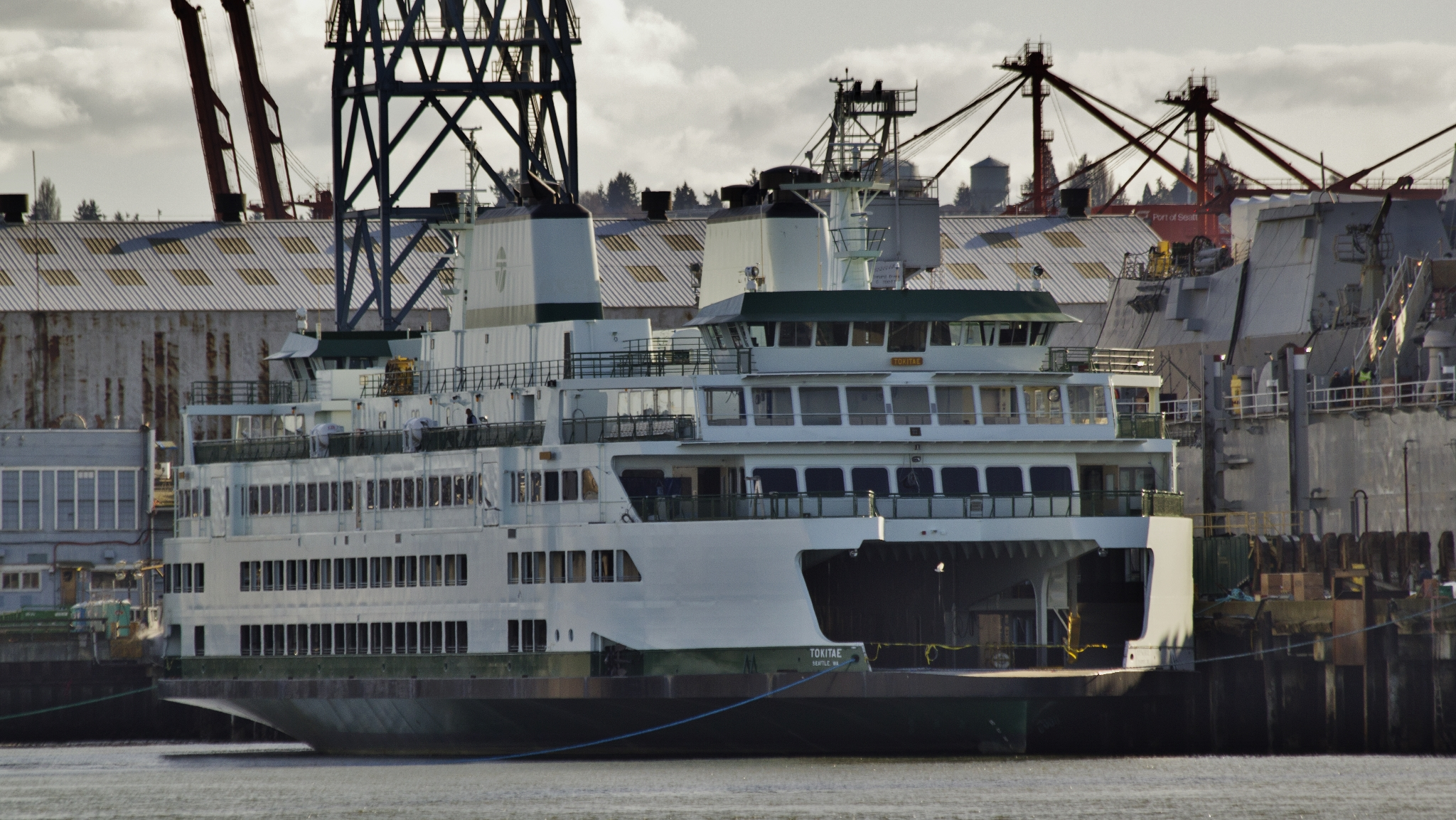
Chantier Naval

Vigor Shipyards est le nom, depuis 2011, des anciens chantiers navals Todd Shipyards aux États-Unis. Todd Shipyards est fondé en 1916 et a possédé des chantiers navals sur la côte est des États-Unis, la côte ouest, ainsi que dans le golfe du Mexique. Todd Shipyards a réalisé une part importante du Emergency Shipbuilding Program (en anglais : programme de construction navale d'urgence) pendant la Seconde Guerre mondiale.

## Histoire

### Todd Shipyards
Todd Shipyards' est fondé en 1916 sous le nom de William H. Todd Corporation lorsque les propriétés de la Tietjen & Lang Dry Dock Company de Hoboken, New Jersey sont achetées en 1916 par un syndicat dirigé par Bertron Griscom & Company de New York et placées sous la direction de William Henry Todd président de Robins Dry Dock & Repair Co., Erie Basin, Brooklyn, New York. Cette acquisition est suivie par l'acquisition du Tebo Yacht Basin, Brooklyn, et de la Seattle Construction and Dry Dock Company.
L'histoire du chantier naval de Seattle remonte à 1882, lorsque Robert Moran ouvre un atelier de réparation navale à Yesler's Wharf. Cette entreprise devient le chantier naval Moran Brothers en 1906 et la Seattle Construction & Dry Dock Company à la fin de 1911.
Ce chantier naval effectu des travaux de construction et d'entretien pour, entre autres, les marines américaine et royale australienne, la garde côtière des États-Unis et les ferries de l'État de Washington. Son siège social et ses opérations se trouvent sur Harbour Island, à l'embouchure de la voie navigable Duwamish de Seattle. Todd s'est classé 26e parmi les sociétés américaines pour la valeur des contrats de production de la Seconde Guerre mondiale,.

### Vigor Shipyards
En février 2011, Vigor Industrial achète Todd pour 130 millions de dollars américains. Cela inclut les sites industriels de Seattle, Everett et Bremerton. Aujourd'hui, Vigor Shipyards est une filiale gouvernementale de réparation de Vigor Industrial. L'US Coast Guards fait l'acquisition de 25 Offshore Patrol Cutters'' (OPC) pour un coût total de 8 milliards de dollars. En avril 2013, il est communiqué que Vigor a proposé une coque avec étrave inversée, dans le cadre du concours de conception des navires OPC. S'il réussissait à décrocher le contrat, Vigor aurait assemblé les navires dans son chantier naval de Portland, Oregon. Cependant, en février 2014, l'USCG annonce que Bollinger Shipyards, Eastern Shipbuilding et General Dynamics Bath Iron Works obtiennent des contrats de conception pour l'OPC.
En septembre 2017, Vigor est engagé pour produire le navire de soutien aux manœuvres (léger) de l'armée américaine.